# ساندي غور
ساندي غور (بالإنجليزية: Sandy Gore)‏ هي ممثلة أسترالية، ولدت في 28 يونيو 1950 في أستراليا.

## وصلات خارجية
- ساندي غور على موقع IMDb (الإنجليزية)
- ساندي غور على موقع قاعدة بيانات الفيلم (الإنجليزية)